# Neosemidalis (Neosemidalis) detrita
Neosemidalis (Neosemidalis) detrita is een insect uit de familie van de dwerggaasvliegen (Coniopterygidae), die tot de orde netvleugeligen (Neuroptera) behoort. 
Neosemidalis (Neosemidalis) detrita is voor het eerst wetenschappelijk beschreven door McLachlan in 1867.